# Alpinia inaequalis
Alpinia inaequalis là một loài thực vật có hoa trong họ Gừng. Loài này được (Ridl.) Loes. mô tả khoa học đầu tiên năm 1930.